# Királyok völgye 38

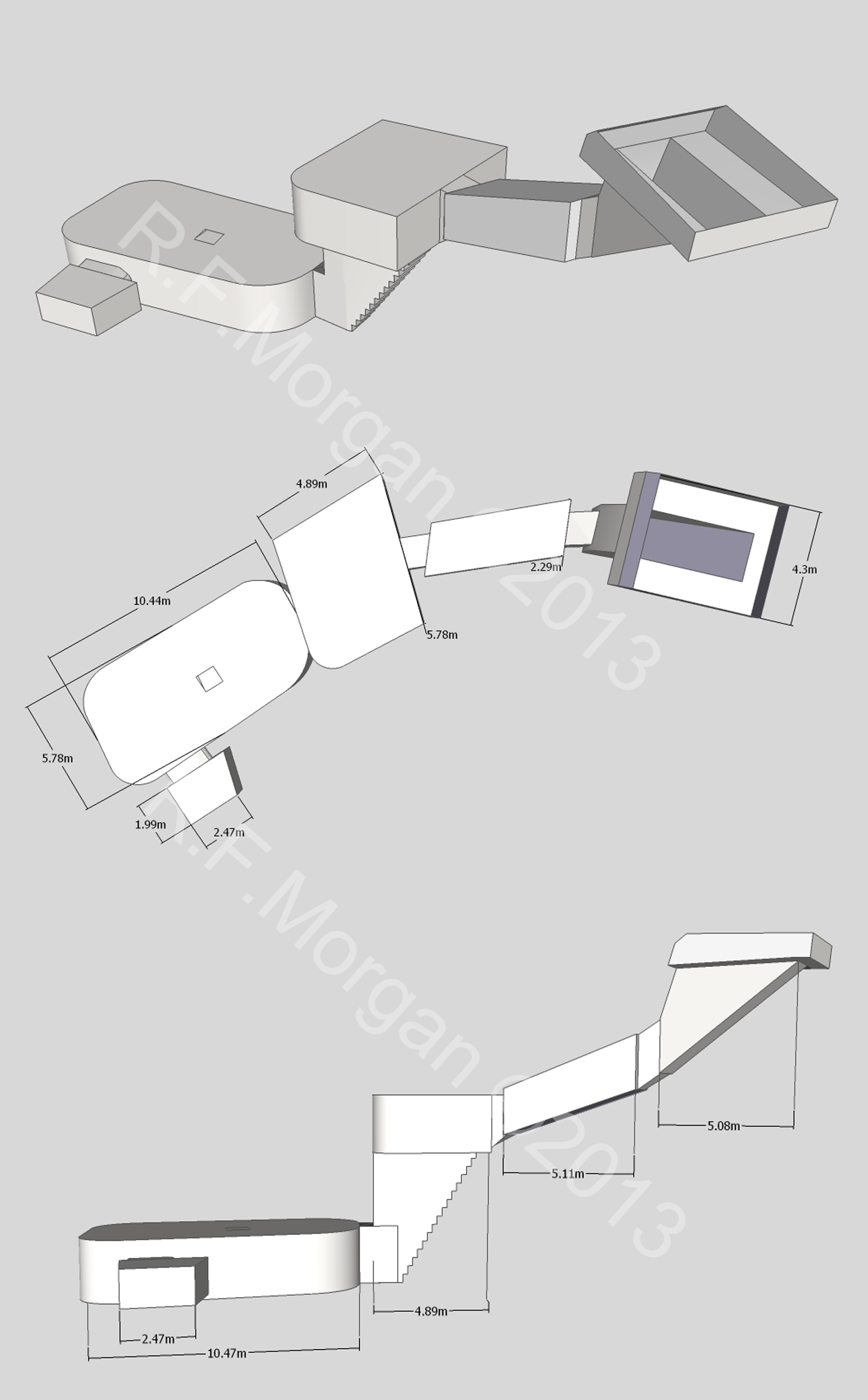
A sír izometrikus képe, alaprajza és oldalnézeti metszete egy 3D-modell alapján

A Királyok völgye 38 (KV38) egy egyiptomi sír a Királyok völgye keleti völgyében, a délnyugati vádi délnyugati ágában, az El-Qurn csúcs alatt. Kétoldalról két későbbi sír veszi közre, a KV14 (Tauszert és Széthnaht sírja), valamint a KV15 (II. Széthi sírja). Victor Loret tárta fel 1899-ben, majd Howard Carter 1919-ben.
A sír enyhén hajlított tengelyű, hossza 37,31 m, területe 133,16 m². Alaprajza egyszerű. Egy meredeken lejtő folyosó újabb folyosóban folytatódik, amely balra kanyarodva halad lefelé, majd egyenetlen kialakítású kis kamrába torkollik. Innen lépcső vezet le a kártus alaprajzú sírkamrába. A sírkamrában egy oszlop állt, mely mára elpusztult, balra pedig egy oldalkamra nyílik. Díszítés nyoma csak a sírkamrában látható, többek közt egy heker-fríz nyomai; az Amduat könyve jelenetei, melyeket 1899-ben eltávolítottak és a kairói Egyiptomi Múzeum raktárába vittek.
A sírban I. Thotmesz kvarcitszarkofágját találták meg, így először úgy vélték, ez az a sír, melyet a fáraó főépítésze, Ineni említ, ezt a sír viszonylag kis mérete és egyszerű alaprajza is alátámasztotta, ami miatt úgy tűnt, az újbirodalmi sírok fejlődésének egy korai fázisát képviseli. Eszerint az elmélet szerint ez volt Thotmesz eredeti sírja, és a KV20-ba lánya, Hatsepszut alatt temették újra, majd unokája, III. Thotmesz temette vissza eredeti helyére. Az építési lerakaton, melyet Carter talált meg 1919-ben, nem szerepelt uralkodó neve. John Romer 1974-ben felhívta rá a figyelmet, hogy a sír nagyban hasonlít III. Thotmesz sírjára, a KV34-re, valamint az ugyanebben a korban készült KV42-re, például kártus alaprajzú a sírkamra, oszlop van benne és a hátuljában van a szarkofág. Ennek alapján úgy tűnik, a KV20 volt I. Thotmesz eredeti sírja, Hatsepszut apja mellé temetkezett ide, majd III. Thotmesz újratemette I. Thotmeszt a KV38-ban. Az Ineni által tervezett sír valószínűleg a KV20. A múmia az újbirodalom végén ismét új helyre került, a Dejr el-Bahari-i rejtekhelyre.
Egy hieratikus graffito tanúskodik arról, hogy a XX. dinasztia uralkodásának végén vagy a XXI. dinasztia elején a sírt felnyitották – talán akkor, amikor Pianh főpap elrendelte a nekropolisz felszámolását, a múmiák közös sírba helyezését és a velük eltemetett javak újrahasznosítását. I. Thotmesz két fakoporsóját I. Pinedzsem használta fel temetkezéséhez; méretük alapján kellett bennük lennie egy legbelső, fémkoporsónak is.
A sír hanyagul lett kialakítva, és a beáradó víz is kárt tett benne. Nyitva áll, törmelékkel tele.

## Külső hivatkozások
- Theban Mapping Project: KV38